# Park51
Park51 (originalmente llamada Cordoba House) fue un proyecto originalmente concebido como centro comunitario islámico de 13 plantas y mezquita en el Bajo Manhattan de Nueva York (Estados Unidos). Los promotores pretendían fomentar el diálogo interreligioso. Debido a su ubicación, a dos manzanas del World Trade Center, lugar donde se produjeron los atentados del 11 de septiembre de 2001, el edificio propuesto recibió el controvertido apelativo de «mezquita de la Zona Cero», y el asunto se amplificó como campaña para influir en las elecciones estadounidenses de 2010.
El proyecto sustituiría a un edificio de estilo italianizante de 1850 que resultó dañado en los atentados. El diseño original corrió a cargo de Michel Abboud, director de SOMA Architects, que se enfrentó durante meses al reto de conseguir que el edificio encajara de forma natural en el entorno del Bajo Manhattan. Pensó que debía tener un diseño contemporáneo, pero también un aspecto islámico. Su diseño incluía un auditorio de 500 plazas, un teatro, un centro de artes escénicas, un gimnasio, una piscina, una cancha de baloncesto, una guardería, una librería, una escuela de cocina, un estudio de arte, un patio de comidas y un monumento a las víctimas de los atentados del 11-S. También incluía un espacio de oración para la comunidad musulmana con capacidad para entre 1 000 y 2 000 personas.
A finales de septiembre de 2011, se inauguró un centro islámico provisional de 370 m² en un espacio renovado en la ubicación de Park51. En verano de 2014, se anunció que en su lugar habría un museo de tres plantas con un espacio de oración, así como condominios, en el 49-51 de Park Place. Los planes volvieron a cambiar en septiembre de 2015, cuando el propietario anunció un edificio de condominios de lujo de 203 m y 70 pisos en el lugar. En mayo de 2016, se aseguró la financiación para un edificio de condominios de 43 plantas con espacio para un museo cultural islámico adyacente.
El edificio de condominios, llamado 45 Park Place, comenzó a construirse en 2017 y estaba casi terminado en 2019. La construcción del espacio cultural islámico, de 1 500 m² de superficie y 22 m de altura en 51 Park Place, no había comenzado en 2025.

## Antecedentes
Los planes para construir lo que entonces se llamaba «Cordoba House» aparecieron en el diario The New York Times en diciembre de 2009, en un lugar que ya se utilizaba para el culto musulmán. La respuesta inicial al proyecto no fue muy pronunciada, y un comentarista libertario dio una cobertura positiva. Los planes fueron revisados por la Junta Comunitaria 1 de Manhattan en mayo de 2010, momento en el que atrajeron la atención de algunos medios de comunicación nacionales. Los organizadores del proyecto afirmaron que pretendía ser «una plataforma para el diálogo multiconfesional, con el fin de promover la paz, la tolerancia y el entendimiento entre las comunidades, a escala local en Nueva York, nacional en Estados Unidos y mundial», y que seguía el modelo del Centro de la Comunidad Judía de Manhattan, situado en la calle 76 y la Décima Avenida. La propuesta desencadenó una intensa polémica a escala nacional.
La Cordoba House original suscitó una polémica entre unos expertos bien financiados,[aclaración necesaria] ya comprometidos en lo que algunos han calificado de campañas de desinformación, advirtiendo de la amenaza del islamismo radical. Otras numerosas protestas, que han llegado a millones de estadounidenses, fueron provocadas por una campaña lanzada por los blogueros conservadores Pamela Geller y Robert Spencer, fundadores de Stop Islamization of America, que bautizaron el proyecto como la «mezquita de la Zona Cero», lo que dio lugar a una controversia nacional. Los medios de comunicación conservadores que también participaron en las protestas contra el islam tras los atentados del 11 de septiembre habían publicado material durante las campañas anteriores.
En 2010, el Tribunal Supremo dictó la sentencia Citizens United. Esto permitió la financiación ilimitada de grupos de intereses especiales en la política estadounidense, siempre y cuando los grupos no se coordinaran con los partidos políticos. La campaña contra Park51, marcó la primera explosión de lo que los críticos llaman dinero oscuro en las elecciones estadounidenses. Estas campañas amplificaron las opiniones de los partidarios argumentaron que los argumentos en contra del edificio se basan en la noción de que el Islam, en lugar de los radicales islámicos, fue el responsable del ataque en el World Trade Center. The New York Times informó de que las instalaciones religiosas musulmanas existían previamente en el propio World Trade Center antes de los atentados.

## Nombre del proyecto
En un principio, el proyecto se llamó Cordoba House, siendo posteriormente rebautizado como Park51, en referencia a la dirección de la calle Park Place. Más tarde, el imán que dirigía el proyecto introdujo cierta ambigüedad al referirse de nuevo al proyecto como Cordoba House. La página web de Park51 aclaró entonces que Park51 es el centro comunitario, mientras que Cordoba House es el «componente interconfesional y religioso del centro».
La Cordoba Initiative dijo que el nombre «Cordoba House» pretendía invocar la Córdoba del califato de los siglos VIII-XI, que calificaron de modelo de coexistencia pacífica entre musulmanes, cristianos y judíos. Según The Economist, el nombre se eligió porque musulmanes, judíos y cristianos crearon juntos un centro de aprendizaje en Córdoba. El nombre fue criticado; por ejemplo, Newt Gingrich dijo que era «un término deliberadamente insultante» que simboliza la victoria de los conquistadores musulmanes sobre los españoles cristianos, y señaló que los musulmanes habían convertido una iglesia de Córdoba en la tercera mezquita más grande del mundo. Del mismo modo, Raymond Ibrahim, crítico declarado del islam y ex director asociado del Middle East Forum, afirmó que el proyecto y el nombre no eran «un gesto de paz y diálogo interreligioso», sino «alusivos a la conquista y consolidación islámicas», y que los estadounidenses deberían darse cuenta de que las mezquitas no son «homólogos musulmanes de las iglesias cristianas», sino que «son símbolos de dominación y centros de radicalización». La oposición a Park51 cree que el islam construye mezquitas en «territorios conquistados» como símbolos de «territorio» y «conquista»
Park51 se conoce a menudo como la «mezquita de la Zona Cero» Dado que no está situada directamente en la antigua zona del World Trade Center, la Zona Cero, ni es principalmente una mezquita, algunos medios de comunicación han desaconsejado el uso de este término. Associated Press sugirió varios términos alternativos, como «mezquita a dos manzanas del emplazamiento del WTC», «centro musulmán (o islámico) cerca del emplazamiento del WTC», «mezquita cerca de la zona cero» y «mezquita cerca del emplazamiento del WTC» Cordoba Initiative afirma que el edificio no es estrictamente una mezquita. Anushay Hossain, en The Huffington Post, critica el uso del nombre mezquita de la Zona Cero y afirma que «no es una mezquita, sino un centro comunitario islámico» Jean Marbella, en The Baltimore Sun, afirma que el edificio se parece más a un centro YMCA que a un lugar de culto.

## Historia

### Uso del emplazamiento
Antes de 2001
45-47 Park Place se construyó entre 1857 y 1858, en estilo palazzo.
El edificio de piedra, diseñado por Daniel D. Badger, se construyó originalmente para una empresa naviera de un importante magnate de Nueva York. Su estilo de palacio italiano era un retroceso a una época anterior de grandeza europea y pretendía evocar imágenes de poderío económico. El edificio es un ejemplo de las estructuras de «tienda y loft» que predominaban en los distritos de almacenes de mercancías secas del Bajo Manhattan.
El edificio fue una de las pocas estructuras independientes del sur de Tribeca que se propusieron -pero nunca se designaron- como monumentos individuales, durante un intento en los años 1980 de crear un distrito histórico de Tribeca. En septiembre de 1989, la Comisión celebró audiencias públicas y consideró el edificio como monumento histórico, pero nunca se pronunció al respecto, y el edificio quedó «en calendario» desde entonces. En agosto de 2010, los registros de edificios de la ciudad reflejaban que de un grupo de 29 edificios que habían sido propuestos para su designación como monumento histórico en 1989, incluido el 45-47 de Park Place, veintitrés habían sido considerados monumentos históricos y seis estaban pendientes.
Los musulmanes estaban presentes en el Bajo Manhattan desde muchos años antes de los atentados del 11 de septiembre de 2001. Había al menos dos mezquitas cerca del World Trade Center, y varias salas de oración musulmanas dentro de los edificios del WTC.
Atentados del 11 de septiembre de 2001
Durante los atentados del 11 de septiembre, el edificio de cinco plantas situado en 45-47 Park Place, entre West Broadway y Church Street, sufrió graves daños. Cuando el vuelo 175 de United Airlines impactó contra la Torre Sur del World Trade Center, parte del tren de aterrizaje, el motor y el fuselaje del avión salieron por el lado norte de la torre y se estrellaron contra el tejado de 45-47 Park Place, atravesando dos de sus plantas. Las partes del avión destruyeron tres vigas del piso y comprometieron gravemente la estructura interna del edificio. Los daños no se advirtieron inmediatamente durante una evaluación exterior. Más tarde se descubrió durante una evaluación interior. En abril de 2013, el Departamento de Policía de Nueva York anunció que los peritos que inspeccionaban el edificio habían descubierto una pieza de avión de 43 cm con el número de identificación de Boeing encajada en un callejón entre el 51 de Park y el 50 de Murray Street. En un principio, las autoridades pensaron que se trataba de una pieza del tren de aterrizaje, pero Boeing confirmó que era la estructura de soporte de accionamiento del flap del borde de salida de un Boeing 767, el tipo de avión que se estrelló contra las dos torres. Una fotografía de la pieza mostraba inicialmente una cuerda a su alrededor. Según la policía, la cuerda fue utilizada por un agente que la sujetó con un lazo para ver el número de identificación. Boeing no pudo decir de qué avión en concreto era.
2001-2009
El edificio 45-47 Park Place, situado a unas dos manzanas al norte del emplazamiento del World Trade Center, era propiedad de Stephen Pomerantz y su esposa Kukiko Mitani y estaba arrendado a la Burlington Coat Factory. Durante años, Mitani intentó vender el edificio, llegando a pedir 18 millones de dólares. Estuvo abandonado hasta su compra en julio de 2009. Durante varios meses, el edificio se utilizó como lugar de oración para 450 musulmanes, bajo la dirección de Feisal Abdul Rauf, imán de la mezquita de al-Farah, en la cercana Tribeca.

### Compra e inversores
En julio de 2009, la empresa inmobiliaria y promotora Soho Properties compró el edificio y la propiedad de 45-47 Park Place por 4,85 millones de dólares en efectivo. El presidente y consejero delegado de Soho Properties, Sharif El-Gamal, planeó inicialmente construir un complejo de condominios en el lugar, pero le convenció la idea del imán Feisal Abdul Rauf de construir un centro comunitario con un espacio para la oración. El socio comercial de El-Gamal era Nour Mousa, sobrino de Amr Moussa, secretario general de la Liga Árabe entre 2001 y 2011.

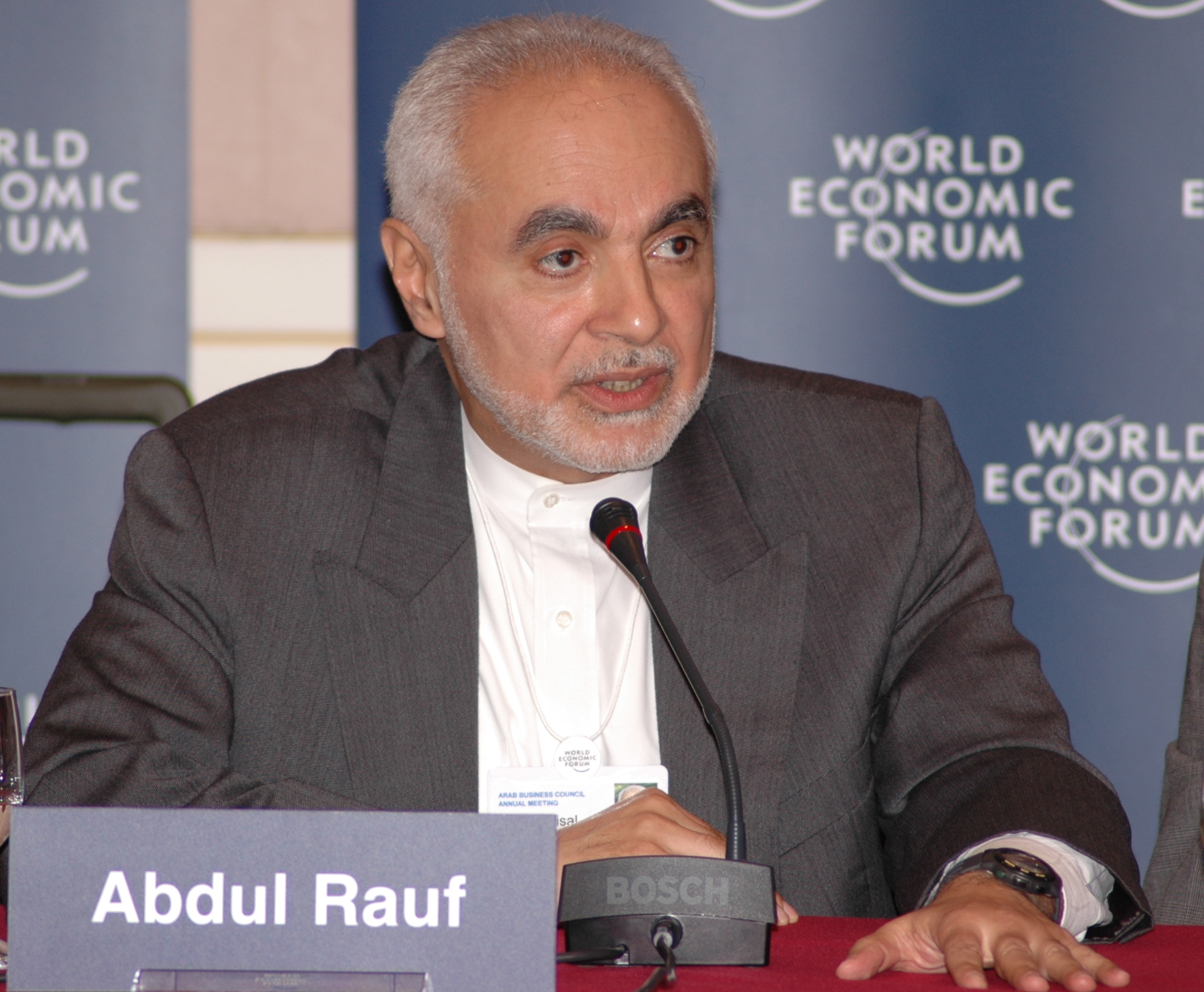
El imán Feisal Abdul Rauf.

Los inversores en la operación eran la Cordoba Initiative, una fundación exenta de impuestos con un patrimonio de 20 000 dólares, y la American Society for Muslim Advancement (ASMA), también una organización sin ánimo de lucro. En aquel momento, Rauf era fundador, consejero delegado y director ejecutivo de la Cordoba Initiative, y fundador y consejero delegado de ASMA, y su esposa, Daisy Khan, era la directora ejecutiva de ASMA. En los primeros cinco años de la Cordoba Initiative, de 2004 a 2008, recaudó menos de 100 000 dólares. Ambas organizaciones estaban dirigidas desde la misma oficina de Nueva York. Las dos fundaciones propusieron utilizar la propiedad como sede de un centro comunitario de 100 millones de dólares inspirado en los Centros Comunitarios Judíos y las YMCA de Nueva York. Estaban trabajando en el proyecto con El-Gamal, su promotor conjunto.
La mitad de la parcela «45-51» de Park Place (49-51) seguía siendo propiedad de la empresa de servicios públicos Con Edison (Con Ed). Soho Properties pagó 700 000 dólares más para asumir un contrato de arrendamiento de 33 000 dólares al año con Con Ed, por su antigua subestación adyacente. El plan consistía en construir la instalación en el emplazamiento de los dos edificios, ya que el contrato de arrendamiento del 49-51 de Park Place expiraba en 2071. Los dos edificios estaban conectados internamente, habiéndose derribado los muros comunes. El-Gamal informó a Con Ed en febrero de 2010 de que quería ejercer su opción de compra sobre el arrendamiento. Aunque se dijo que el precio oscilaba entre 10 y 20 millones de dólares, El-Gamal declaró que el coste «no es un problema». La venta iba a ser revisada por la Comisión de Servicios Públicos de Nueva York, donde podría enfrentarse a la votación de una junta de cinco miembros controlada por la oficina del gobernador de Nueva York.
La ubicación específica de las instalaciones previstas, «donde cayó un trozo de los restos», tan cerca del World Trade Center, fue uno de los principales argumentos de venta para los musulmanes que compraron el edificio. Rauf afirmó que «es una declaración contraria a lo que ocurrió el 11-S» y que «queremos hacer frente a los extremistas».

### Instalaciones previstas
Aunque los medios de comunicación describieron ampliamente el centro como una mezquita, y las protestas fueron contra la mezquita, el blog oficial de la Iniciativa lo describió como un centro comunitario con espacio para la oración, haciendo comparaciones con el YMCA o el Centro Comunitario Judío. La Iniciativa afirmó que algunos servicios previstos para Park51, como el restaurante y el centro de espectáculos, lo descalifican como mezquita. En agosto de 2016, Daisy Khan, esposa y socia del imán Rauf, declaró:

Insistimos en llamarlo espacio de oración y no mezquita, porque un espacio de oración se puede utilizar para actividades distintas de la oración. No se puede impedir que alguien que sea musulmán, a pesar de su ideología religiosa, entre en la mezquita y permanezca allí. Con un espacio de oración, podemos controlar quién puede utilizarlo.

En el sitio web oficial de las instalaciones se decía que incluirían «una mezquita, que se gestionará de forma independiente de Park51, pero que estará abierta y será accesible a todos los miembros, visitantes y a nuestra comunidad de Nueva York». En septiembre de 2010, la palabra mezquita había sido sustituida por «espacio de oración». En una entrevista realizada en julio de 2010, el principal promotor del proyecto, Sharif el-Gamal, apoyó la inclusión de una mezquita por considerarla necesaria para la comunidad musulmana de Nueva York.
Está previsto que el espacio de oración musulmán ocupe dos plantas del edificio de 13 pisos. Además del espacio de oración, el plan de la Iniciativa incluye un auditorio con 500 plazas, un teatro, un centro de artes escénicas, un gimnasio, una piscina, una cancha de baloncesto, servicios de guardería, exposiciones de arte, una librería, una escuela culinaria y un patio de comidas en el que se servirán platos halal.
El-Gamal dijo que quería que el edificio fuera energéticamente eficiente y transparente, probablemente con una fachada de cristal. El proyecto prevé la demolición de dos edificios situados en el 45-47 de Park Place y Broadway, que resultaron dañados el 11-S. Serían sustituidos por una estructura de cristal y acero de 9.300 m² con una nueva dirección, 45-51 Park Place. Varios comentaristas afirmaron que los constructores habían previsto que la fecha de inauguración coincidiera con los aniversarios de los atentados del 11 de septiembre. En una conversación con Media Matters for America en julio de 2010, Khan afirmó que tales afirmaciones eran «absolutamente falsas» y que no se había determinado el calendario de construcción; además, quienes las hacían no tenían pruebas de sus afirmaciones. Sin embargo, en una entrevista concedida en mayo de 2010 a Associated Press, Khan afirmó que la Iniciativa podría planear que la colocación de la primera piedra coincidiera con el décimo aniversario de los atentados.
Khan también dijo que se preveía que entre mil y dos mil musulmanes rezarían en el centro de oración todos los viernes, una vez que estuviera terminado.
Khan afirmó que el proyecto pretende fomentar mejores relaciones entre el islam y los estadounidenses. Al explicar la elección del lugar, dijo: «Decidimos que queríamos analizar el legado del 11-S y hacer algo positivo». Añadió que su grupo representa a musulmanes moderados que quieren «invertir la tendencia del extremismo y el tipo de ideología que los extremistas están difundiendo». Señalando el hecho de que musulmanes corrientes han sido asesinados por extremistas musulmanes en todo el mundo, Khan también dijo sobre el centro: «Para nosotros es un símbolo... que dará voz a la mayoría silenciosa de musulmanes que sufren a manos de extremistas. Un centro demostrará que los musulmanes formarán parte de la reconstrucción del Bajo Manhattan».

### Votación consultiva de la junta directiva de la comunidad
El 25 de mayo de 2010, la junta local de la comunidad respaldó parte de los planes para que la Cordoba House se construyera en el solar en una votación consultiva no vinculante por 29 votos a favor, 1 en contra y 10 abstenciones. El respaldo se refería únicamente a «las importantes instalaciones comunitarias que [el proyecto] proporcionará», y la resolución indicaba que la junta «no adopta ninguna postura con respecto a los aspectos religiosos o a cualquier instalación religiosa asociada a la Cordoba Initiative o al Cordoba House Project». La presidenta del consejo, Julie Menin, apoyó la supresión de las referencias al edificio como mezquita y centro interreligioso que figuraban en un borrador anterior de la resolución: «Personalmente me sentía incómoda con el lenguaje que hablaba de la institución religiosa. Creo que no es competencia de un organismo municipal opinar sobre la ubicación de ninguna institución religiosa, ya sea una mezquita, una sinagoga o una iglesia».
La reunión en la que se celebró la votación fue polémica. Algunos de los oradores que apoyaron el proyecto eran musulmanes que perdieron familiares en los atentados, y fueron abucheados por los manifestantes. Algunos familiares no musulmanes de víctimas del 11-S también hablaron a favor, pero otros familiares se opusieron al proyecto, alegando que la ubicación es insensible.

### Declinada la condición de monumento y litigios
A medida que crecía la polémica, la Comisión para la Preservación de Monumentos Históricos de Nueva York acordó reconsiderar la solicitud del monumento de los años ochenta, sobre la que no había actuado anteriormente. El 3 de agosto de 2010, votó 9-0 en contra de conceder el estatus de monumento histórico y la protección histórica al edificio. Ello allanó el camino para su demolición y la construcción de la nueva Cordoba House en su lugar.
Al día siguiente, Timothy Brown, bombero superviviente del 11-S, presentó una demanda ante el Tribunal Supremo del Estado de Nueva York solicitando la anulación de la decisión de la Comisión. Elogió el 45-47 de Park Place, citando la propia descripción de la Comisión como «un buen ejemplo de los palazzi inspirados en el Renacimiento italiano» que florecieron a mediados del siglo XIX en la zona. La demanda fue presentada en su nombre por el Centro Estadounidense por el Derecho y la Justicia, una empresa conservadora de interés público.
El 10 de julio de 2011, el juez Paul Feinman, del Tribunal Supremo del Estado de Nueva York, desestimó el caso de Brown, escribiendo que el bombero era «una persona con un gran interés en la conservación del edificio», pero añadió que carecía de legitimación especial en relación con su destino. Adam Leitman Bailey, el abogado que representó pro bono al promotor del centro islámico, calificó la decisión de «victoria para Estados Unidos» y afirmó: «A pesar de la tempestad de odio religioso, el juez flexionó los músculos de nuestra Constitución haciendo cumplir los cimientos mismos de nuestra democracia». Jack Lester, abogado de Brown, declaró: «Creemos que los valientes hombres y mujeres que arriesgaron sus vidas tienen derecho a preservar los monumentos y edificios históricos de la zona cero».

### Planes revisados
El 21 de septiembre de 2011, Park51 se abrió al público como un espacio renovado de 370 metros cuadrados en el edificio de Burlington Coat Factory con la esperanza de sustituir el edificio «dentro de varios años». Los visitantes pudieron ver 160 retratos de niños inmigrantes que viven en Nueva York durante la exposición llamada «NYChildren», y en el nivel inferior hay una modesta sala de oración alfombrada.
En agosto de 2011, The New York Times informó de que Sharif El-Gamal, promotor del proyecto, seguía adelante discretamente con los esfuerzos para sacar adelante Park51, adoptando un «enfoque más lento, más deliberado y más realista» que antes. Sin embargo, en abril de 2014, Sharif El-Gamal anunció sus planes de demoler el edificio actual y sustituirlo por un museo de cultura islámica de tres plantas. Contrató al arquitecto francés Jean Nouvel.
A finales de agosto de 2014, el Times anunció que los planes originales de la mezquita no seguirían adelante. En su lugar, se construiría un museo islámico de tres plantas con un espacio de oración y condominios en el 49-51 de Park Place. En aquel momento, la propuesta para la mezquita actualizada era la ubicación de un edificio de Con Edison, aunque Con Edison vendió posteriormente la estructura. Sin embargo, los edificios de los dos solares aún no han sido derribados.
En septiembre de 2015, Bloomberg News informó de que el propietario del solar ahora planeaba construir en su lugar un edificio de condominios de lujo de 70 plantas y 203 metros para aprovechar el creciente mercado inmobiliario residencial del bajo Manhattan. Además del condominio de 70 plantas en 45 Park Place, El-Gamal planeó un museo islámico de tres plantas en 51 Park Place.
El 19 de mayo de 2016, Sharif El-Gamal consiguió financiación conforme a la Sharia para 45 Park Place, que ahora era un edificio de 43 plantas y 203 metros. Se obtuvo un préstamo de 174 millones de dólares de un consorcio permitido por Malayan Banking Bhd, y otros 45 millones de dólares de financiación procedían de Arabia Saudita. Cuando se aprobó el proyecto en 2017, incluía algunos de los condominios más caros de Manhattan, con precios que oscilaban entre los 1,92 millones de dólares por una unidad de un dormitorio y los 39-41 millones de dólares por cada uno de los dos áticos dúplex. Según The New York Times, El-Gamal dijo que esperaba que las características del edificio, como techos de 3,4 m de altura y ventanas de altura completa, atrajeran a los inquilinos. El edificio de apartamentos estaba a punto de culminar a principios de 2019. En abril de 2019, un mes antes de la culminación programada, The Real Deal informó que El-Gamal tenía 10 millones de dólares en facturas pendientes de pago.
Mientras tanto, El-Gamal presentó sus planes revisados para el espacio cultural islámico en 51 Park Place en 2017, junto con el desarrollo de 45 Park Place. El centro cultural sería un espacio de 1 500 m² con una altura de 22 m. El espacio aún no había comenzado a construirse en diciembre de 2019.

## Controversias
El debate en torno al «Cordoba House», que Pamela Geller calificó erróneamente de «Mezquita de la Zona Cero», se convirtió en una controversia nacional. Los opositores citaron encuestas que mostraban que la mayoría de los estadounidenses, incluida la mayoría de los residentes del Estado y de la ciudad de Nueva York, aunque no la mayoría de los residentes de Manhattan, se oponían. Sin embargo, en 2010, la mayoría de los estadounidenses creían que los promotores de Park51 tenían derecho legal a seguir adelante con el proyecto.
El proyecto no era una mezquita ni estaba en la Zona Cero. Los partidarios argumentaron que la Primera Enmienda protegía los derechos de los promotores. Además, argumentaron que el proyecto ofrecía dos oportunidades positivas: una, que los musulmanes pudieran demostrar sus valores islámicos pacíficos; y dos, que los estadounidenses reafirmaran su compromiso con la tolerancia y la diversidad.
Los detractores del proyecto citaron su proximidad al lugar de los atentados del 11 de septiembre, su envergadura, sus fuentes de financiación, o expresaron su preocupación por que el nombre del proyecto hiciera referencia a la conquista omeya de la Córdoba visigoda en el siglo VIII.
Entre las familias de las víctimas del 11-S, las comunidades musulmanas estadounidenses y de todo el mundo, y los políticos locales y nacionales había destacados opositores y partidarios del proyecto, lo que lo convirtió en un tema de división en la campaña política de las elecciones de mitad de mandato de 2010. La controversia sobre el proyecto coincidió con protestas inesperadas contra proyectos de mezquitas en otros estados, lo que hizo temer que las relaciones entre musulmanes y no musulmanes en Estados Unidos se estuvieran deteriorando.
Donald Trump hizo una oferta de compra de la propiedad de Park51 por 6 millones de dólares para detener su construcción, afirmando que «hago esta oferta como residente de Nueva York y ciudadano de Estados Unidos, no porque piense que la ubicación sea espectacular (porque no lo es), sino porque pondrá fin a una situación muy grave, incendiaria y altamente divisiva que está destinada, en mi opinión, a empeorar».

### Financiación
Tras múltiples falsedades sobre fuentes de financiación relacionadas con el islam radical, el imán Abdul Rauf reiteró la promesa de identificar a todos los financiadores de Park51. El promotor Sharif El-Gamal había declarado que rechazarían dinero de grupos como el gobierno de Irán y Hamás, así como de cualquier otra «organización que tenga valores no estadounidenses». El New York Post declaró que, en un principio, el imán Abdul Rauf dijo que el proyecto sería financiado íntegramente por la comunidad musulmana estadounidense, aunque más tarde declaró al periódico londinense en lengua árabe Asharq al-Awsat que buscaría financiación de naciones musulmanas y árabes. La NBC también se hizo eco de esta última noticia.
Claudia Rosett, periodista de la Fundación para la Defensa de las Democracias y columnista semanal de Forbes, puso en duda el origen de la financiación del proyecto. Algunos políticos estadounidenses Algunos políticos estadounidenses, como el senador por Connecticut Joe Lieberman, demócrata independiente, y los republicanos Peter King y Rick Lazio, pidieron que se investigaran las finanzas del grupo, especialmente su financiación en el extranjero, a pesar de que la recaudación de fondos para el proyecto aún no había comenzado. King declaró: «Las personas que están implicadas en la construcción de la mezquita se niegan a decir de dónde va a proceder su financiación [de 100 millones de dólares]». Lazio dijo: «Tengamos transparencia. Si son gobiernos extranjeros, debemos saberlo. Si son organizaciones radicales, deberíamos saberlo».
Zuhdi Jasser, presidente del Foro Islámico Estadounidense para la Democracia, pidió transparencia en la financiación del proyecto, sugiriendo que las fuentes extranjeras podrían implicar una agenda ulterior. Reza Aslan respondió a la petición de Jasser diciendo que era «absurdo» suponer que la financiación extranjera debe implicar necesariamente extremismo. También dijo que sería aceptable exigir a las mezquitas transparencia sobre la financiación si también se exigiera lo mismo a una iglesia o a un templo judío.
El presentador de televisión Rick Sánchez dijo: «si empiezas a entrar en quién da dinero a quién [...] tienes que ir a mi iglesia. Tienes que ir a Roma y empezar a preguntar dónde va el dinero a Roma. Y tienes que ir a los mormones y preguntarles, bueno, ¿qué están haciendo con su dinero?».
Vogel y Russonello citan afirmaciones de que están implicadas donaciones «por un total de 900 000 dólares, que el gobierno de Qatar y una fundación dirigida por el príncipe saudí Alwaleed bin Talal han hecho a organizaciones sin ánimo de lucro o proyectos dirigidos por Feisal Abdul Rauf». Además, exploran la financiación de los opositores al proyecto.

### Opiniones de Abdul Rauf sobre el proyecto
Abdul Rauf, musulmán sufí kuwaití-estadounidense, fue el principal defensor del proyecto hasta que fue sustituido en enero de 2011. Algunos políticos estadounidenses y otras personas expresaron su preocupación por sus opiniones. Otros, como The Economist, lo han descrito como «un clérigo estadounidense bienintencionado que ha pasado años intentando promover el entendimiento interreligioso».
En una entrevista realizada el 8 de septiembre de 2010, se le preguntó a Abdul Rauf si habría hecho algo diferente de haber sabido que estallaría la polémica. Su respuesta: «Si hubiera sabido que esto ocurriría, que causaría este tipo de dolor, no lo habría hecho. Mi vida ha estado dedicada al establecimiento de la paz».

### Efectos en el reclutamiento de islamistas radicales
Los analistas antiterroristas han señalado que el desarrollo de la polémica sobre Park51 ha supuesto una «oportunidad de reclutamiento» para los grupos islamistas radicales. Según Evan Kohlmann, socio principal de la empresa de seguridad con sede en Nueva York Flashpoint Global Partners, «[l]a reacción es, al menos por parte de los extremistas, bastante alegre: que Estados Unidos nos está haciendo el juego, que Estados Unidos está revelando su fea cara, y que incluso si no radicaliza aún más a la gente en Oriente Próximo, no hay duda de que radicalizará a una especie de electorado clave que Al Qaeda y otros extremistas están tratando de codiciar [sic], tratando de cortejar, que es el pequeño número de extremistas autóctonos aquí en Estados Unidos».
Newsweek citó a un operativo talibán que relacionaba explícitamente el aumento de la oposición al proyecto con un mayor apoyo a la causa talibán. «Al impedir que se construya esta mezquita, Estados Unidos nos está haciendo un gran favor», declaró el operativo talibán. «Nos está proporcionando más reclutas, donaciones y apoyo popular».

### Documental
En 2012, el cineasta David Osit produjo un documental sobre la controversia de Park51, Building Babel, en el que seguía la historia a través de las experiencias del promotor Sharif El-Gamal. La película se emitió en PBS en otoño de 2013.

## Opinión pública

### Encuestas

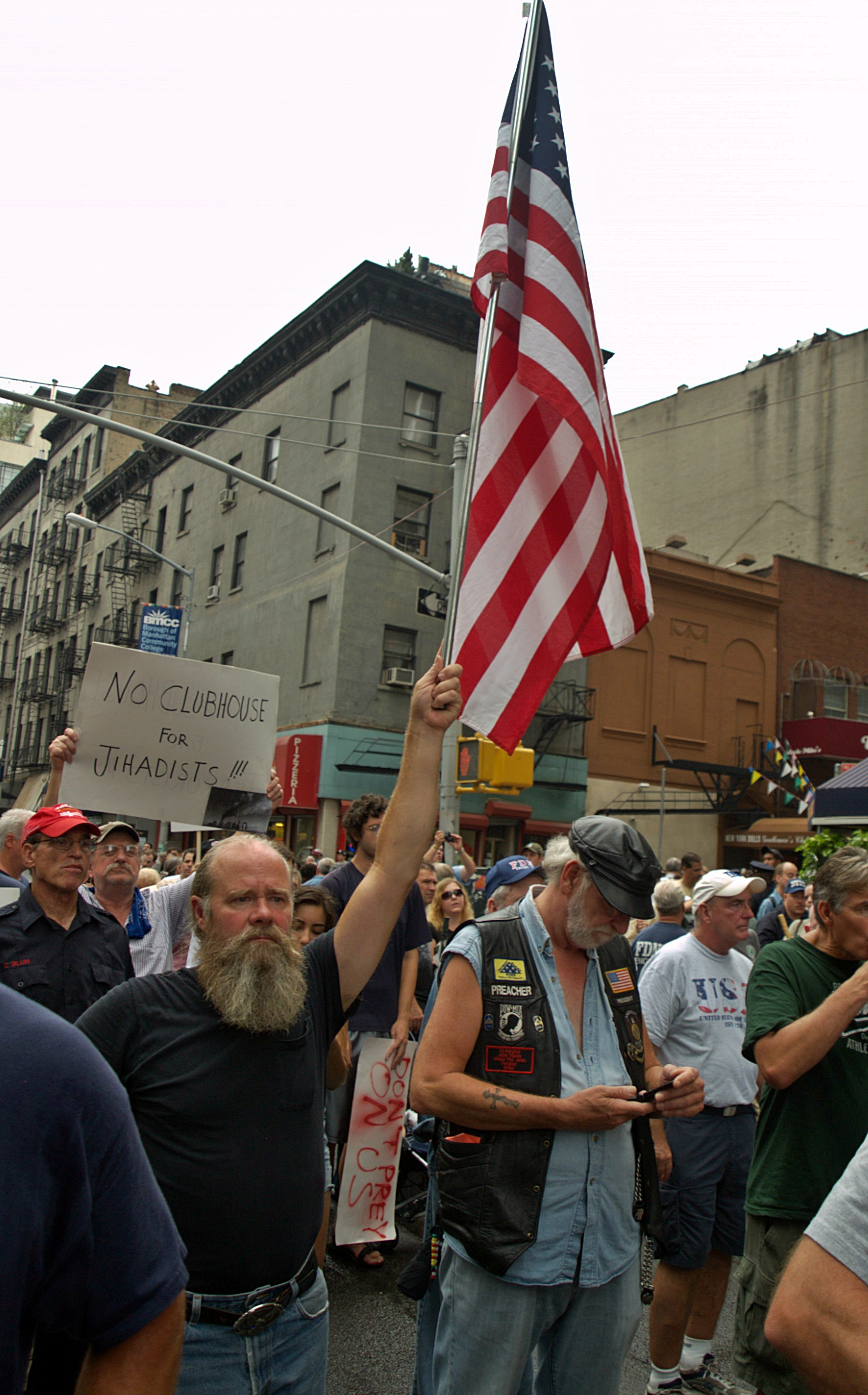
Protestas por la construcción del Park51 en agosto de 2010.

Las encuestas mostraron que la mayoría de los estadounidenses, los residentes del estado y la ciudad de Nueva York se oponían a la construcción del centro cerca de la Zona Cero, aunque una pluralidad de habitantes de Manhattan apoyaba la construcción. En julio de 2010, la mayoría de los estadounidenses se oponían al centro islámico. Por un margen del 54-20 %, los adultos estadounidenses se oponían a que se construyera una mezquita cerca de la Zona Cero, según una encuesta nacional de Rasmussen Reports realizada ese mes. Además, según una encuesta de Fox News realizada los días 10 y 11 de agosto, el 64 % de los estadounidenses (una mayoría de demócratas (56-38 %), republicanos (76-17 %) e independientes (53-41 %)) pensaba que sería un error construir una mezquita y un centro cultural islámico tan cerca de la Zona Cero, y el 30 % opinaba que sería apropiado.
Una encuesta de CNN realizada del 6 al 10 de agosto de 2010 reveló que los estadounidenses se oponían al proyecto Park51 por un margen del 68-29 %. Una mayoría de demócratas (54-34 %), republicanos (82-17 %) e independientes (70-24 %) se oponía. Una encuesta nacional de The Economist/YouGov realizada la semana del 19 de agosto de 2010 confirmó estos resultados. En general, los estadounidenses se oponían al proyecto Park51 por un margen de 57,9-17,5 %, con un 24,5 % de indecisos. Los demócratas (41,0-28,0 %), los republicanos (88,3-1,7 %) y los independientes (57,6-21,3 %) se oponían al proyecto según este sondeo.
Además, por un margen del 52-31 %, los votantes de Nueva York se oponían a la construcción, según una encuesta del Instituto de Sondeos de la Universidad Quinnipiac realizada en junio de 2010. Al mismo tiempo, el 46 % de los habitantes de Manhattan lo apoyaban, mientras que el 36 % se oponía. La oposición fue más fuerte en Staten Island, donde el 73 % se opuso mientras que sólo el 14 % lo apoyó. Un porcentaje más alto de republicanos (82 %) que de demócratas (45 %) se opuso al plan.
Una encuesta marista realizada entre el 28 de julio y el 5 de agosto de 2010 mostró un margen similar de votantes registrados en toda la ciudad en contra (53-34 %, con un 13 % que no estaba seguro), aunque los de Manhattan lo apoyaron, invirtiendo las cifras. Un sondeo Marist actualizado en septiembre de 2010 mostró que el apoyo a Park51 había aumentado, con un 41 % a favor y un 51 % en contra. Había aumentado el apoyo entre los afroamericanos, los liberales, los demócratas y los residentes del Bronx. Los habitantes de Manhattan mantenían su apoyo.
En todo el estado, los neoyorquinos se oponían a la construcción del centro comunitario en ese lugar por un margen del 61-26 %, según otra encuesta realizada en agosto de 2010 por el Instituto de Investigación Siena. No obstante, dicha formulación de las preguntas fue criticada por un redactor de la revista Slate. Una mayoría de republicanos (81 %) y demócratas (55 %) se opusieron, al igual que conservadores (85 %), moderados (55 %) y liberales (52 %). Entre los residentes de Nueva York, un margen de 56-33 % se opuso.
Algunas encuestas trataron de calibrar la opinión pública sobre el derecho de los musulmanes a construir el Park51 cerca de la zona cero. La encuesta del Instituto de Sondeos de la Universidad Quinnipiac entre residentes del estado de Nueva York, publicada el 31 de agosto de 2010, reveló que una mayoría de 54-40 % de los votantes estaba de acuerdo en que «debido a la libertad religiosa estadounidense, los musulmanes tienen derecho a construir la mezquita cerca de la Zona Cero». Una encuesta nacional de Fox News realizada los días 10 y 11 de agosto de 2010 reveló que el 61 % consideraba que los promotores del proyecto tenían derecho a construir allí una mezquita (una mayoría de demócratas (63-32 %), republicanos (57-36 %) e independientes (69-29 %)). La encuesta de The Economist/YouGov de la semana del 19 de agosto de 2010 coincidía en que los demócratas (57,5-24,9 %) y los independientes (62,3-25,2 %) creían que los musulmanes tenían un «derecho constitucional» a construir una mezquita en ese lugar, pero los republicanos (31,8-53,2 %) no creían que los musulmanes tuvieran ese derecho. La encuesta reveló que el 50,2 %, en general, apoyaba el derecho constitucional a construir en el lugar, el 32,7 % se oponía y el 17,1 % no tenía opinión.
La encuesta de The Economist/YouGov también señaló que el 52 % de los estadounidenses cree que «los musulmanes deberían poder construir mezquitas en Estados Unidos allí donde otras religiones puedan construir lugares de culto», frente al 34 % que cree que «hay algunos lugares en Estados Unidos donde no es apropiado construir mezquitas, aunque sí sería apropiado construir otros lugares de culto» y el 14 % que cree que «no se deberían permitir mezquitas en ningún lugar de Estados Unidos».

### Oposición
La perspectiva de construir una mezquita cerca de la Zona Cero resultó ofensiva para algunos opositores al proyecto de construcción, ya que los secuestradores de los atentados del 11 de septiembre de 2001 eran musulmanes. Algunos opositores sugirieron que Park51 era un «marcador de victoria para los extremistas islámicos».
Familias del 11-S
Algunos familiares de víctimas de los atentados del 11 de septiembre dijeron que la propuesta les parecía ofensiva porque los autores de los atentados lo hicieron en nombre del Islam. Algunos dijeron que no se trataba de una cuestión de libertad religiosa, derechos de propiedad o racismo, sino de sensibilidad hacia las familias de los asesinados, al elegir la ubicación concreta del centro.
Un grupo de familiares de las víctimas, 9/11 Families for a Safe & Strong America, calificó la propuesta de «insulto flagrante a la memoria de los que murieron en aquel terrible día». Debra Burlingame, cofundadora del grupo y cuyo hermano murió en los atentados, declaró:

Se trata de un lugar que está a 180 metros de donde casi 3 000 personas fueron despedazadas por extremistas islámicos [...] es increíblemente insensible y audaz [...] que construyan una mezquita... para poder estar cerca de donde ocurrió esa atrocidad [...] La idea de que se establezca una institución religiosa que abraza la misma ley islámica que los terroristas señalan como justificación de lo que hicieron [...] para construir eso donde murieron casi 3.000 personas, es una obscenidad para mí.

Sally Regenhard, cuyo hijo era bombero y murió en los atentados, y que ha testificado ante el Congreso de los Estados Unidos sobre el 11-S, dijo que el centro sería un «sacrilegio en suelo sagrado», y que «se acusa a la gente de ser antimusulmana y racista, pero se trata simplemente de una cuestión de sensibilidad». El exjefe adjunto del Departamento de Bomberos de Nueva York Jim Riches, cuyo hijo murió, dijo: «No quiero tener que ir al monumento en el que murió mi hijo el 11-S y ver una mezquita», y añadió: «Todo esto es cuestión de ubicación, ubicación, ubicación. No se trata de libertad religiosa. Sean sensibles con las familias». Michael Burke, cuyo hermano murió, escribió: »La libertad de religión o de expresión y los derechos de propiedad privada no son los problemas [...] La decencia lo es; lo correcto y lo incorrecto lo es. Lo que importa es la decencia; lo que está bien y lo que está mal [...] Muchos creen que sus «derechos» están por encima de cualquier otra consideración, como lo que es respetuoso, considerado y decente. Una mezquita a unos pasos de la Zona Cero, en un edificio dañado en los atentados, es... de una insensibilidad pasmosa».
C. Lee Hanson, cuyo hijo, nuera y nieta murieron, opinaba que construir un homenaje al Islam tan cerca del World Trade Center sería insensible: «El dolor nunca desaparece. Cuando mire hacia allí y vea una mezquita, me va a doler. Constrúyanla en otro lugar«. Rosemary Cain, cuyo hijo fue asesinado, calificó el proyecto de »bofetada en la cara« y dijo: »Me parece despreciable. Es terreno sagrado«, y »no quiero una mezquita sobre la tumba de mi hijo». Nancy Nee, cuyo hermano fue asesinado, dijo: «Es casi como un trofeo. A estas alturas, todo esto apesta a arrogancia».
Evelyn Pettigano, que perdió a una hermana, dijo: «No me gusta: No tengo prejuicios... Está demasiado cerca de la zona donde asesinaron a miembros de nuestra familia». Dov Shefi, cuyo hijo Haggai fue asesinado, dijo: «el establecimiento de una mezquita en este lugar es como traer un cerdo al Templo Sagrado. Es inconcebible que en toda la ciudad de Nueva York se haya elegido específicamente este lugar». Cindy McGinty, cuyo marido fue asesinado, dijo que esperaba que las autoridades vigilaran la fuente de financiación del proyecto, y añadió: «¿Por qué han elegido este lugar? ¿Por qué no son más sensibles? No me fío». Barry Zelman, cuyo hermano fue asesinado, declaró: «Podemos decir que no todos los musulmanes hicieron esto, lo cual es cierto. Pero ellos [los terroristas] lo hicieron en nombre de esa religión. No tendríamos un centro cultural alemán encima de un campo de exterminio».
Rosaleen Tallon-DaRos, cuyo hermano murió, instó a que no se pusiera la mezquita en ese lugar, al igual que Tim Brown, bombero de Nueva York que sobrevivió al atentado. Maureen Basnicki, canadiense cuyo marido, Ken, murió, cuestionó el mensaje de la mezquita y dijo que «todo esto añade dolor e insulto a nuestras heridas».
Musulmanes
La construcción de un centro comunitario islámico cerca de la zona cero ha sido criticada por algunos musulmanes. La Comunidad Musulmana Ahmadía no se opone directamente a la construcción de una mezquita cerca de la zona cero, pero considera que no se deben herir indebidamente los sentimientos de los no musulmanes. Afirman que hay otros lugares donde se pueden construir mezquitas y no ven por qué se ha elegido ese emplazamiento concreto. El jefe de la Comunidad Musulmana Ahmadía, Mirza Masroor Ahmad, declaró en Londres que:
Si se construye una mezquita en el lugar propuesto, a la Comunidad Musulmana Ahmadía le gustaría que también se construyeran iglesias, sinagogas, lugares de culto hindúes y lugares de culto de todas las demás religiones cerca de la Zona Cero. Ese sería un buen ejemplo de cómo de un acto de maldad y terror ha surgido la unidad y la paz.
La periodista musulmana neoconservadora Lulu Schwartz (entonces conocida como Stephen Schwartz), directora ejecutiva del Centro para el Pluralismo Islámico, organización sin ánimo de lucro, dijo que construir el centro a dos manzanas de la Zona Cero era incoherente con la filosofía sufí de simplicidad de la fe y sensibilidad hacia los demás y despreciaba la seguridad de los musulmanes estadounidenses. Otra crítica se refería a lo que Schwartz describió como asociaciones radicales y sospechosas de Abdul Rauf.
Otro miembro fundador del Centro para el Pluralismo Islámico, Zuhdi Jasser, que también es fundador del Foro Islámico Estadounidense para la Democracia, un grupo de profesionales musulmanes del valle de Phoenix (Arizona), se opuso firmemente al proyecto, afirmando:

Para nosotros, una mezquita siempre ha sido un lugar para rezar... no una forma de hacer una ostentosa declaración arquitectónica. La Zona Cero no debería servir para promover el Islam. Es el lugar donde se nos declaró la guerra como estadounidenses. La libertad de religión en Estados Unidos es un derecho, pero no es correcto hacer de la propia religión una declaración política global con un imponente edificio islámico que proyecta una sombra sobre los monumentos conmemorativos de la Zona Cero. Los islamistas disfrazados de moderados siguen siendo islamistas. A su manera más sutil, los organizadores de la mezquita del WTC acaban sirviendo a los mismos objetivos (que) las alas separatistas y supremacistas del islam político.

Neda Bolourchi, musulmana cuya madre murió en el 11-S, dijo: «Temo que se convierta en un símbolo de victoria para los musulmanes militantes de todo el mundo».
Los autores Raheel Raza y Tarek Fatah, miembros de la junta del Congreso Musulmán Canadiense, declararon:

Nueva York cuenta actualmente con al menos 30 mezquitas, así que no es como si hubiera una necesidad acuciante de encontrar espacio para los fieles. Los musulmanes sabemos... [esta] mezquita es una provocación deliberada para burlarnos de los infieles. La propuesta se ha hecho de mala fe, como fitna, que significa «hacer travesuras» y que está claramente prohibido en el Corán [...] Como musulmanes, nos consterna que nuestros correligionarios tengan tan poca consideración por sus conciudadanos y deseen echar sal en sus heridas y fingir que están aplicando un bálsamo para calmar el dolor.

Akbar Ahmed, catedrático Ibn Jaldun de Estudios Islámicos en la Universidad Americana, aunque señaló que culpar a todos los musulmanes del 11-S era «ridículo», dijo:

No creo que los dirigentes musulmanes hayan apreciado plenamente el impacto del 11-S en Estados Unidos. Suponen que los estadounidenses han olvidado el 11-S e incluso, de un modo profundo, han perdonado el 11-S, y eso no ha sucedido. Las heridas siguen abiertas en gran medida... y cuando las heridas están abiertas, un episodio como la construcción de un lugar de culto -incluso uno protegido por la Constitución, protegido por la ley- se convierte en sal en las heridas.

Abdul Rahman Al-Rashid, director general de la televisión Al-Arabiya, también criticó el proyecto en una columna titulada «¿Un lugar de culto o un símbolo de destrucción?» en el diario árabe Asharq al-Awsat, en la que afirmaba:

Los musulmanes no aspiran a una mezquita junto al cementerio del 11 de septiembre... la mezquita no es un asunto para los musulmanes, y no han oído hablar de ella hasta que los gritos se hicieron fuertes entre los partidarios y los objetores, ¡que es sobre todo una discusión entre ciudadanos estadounidenses no musulmanes!

Rima Fakih, la primera musulmana-estadounidense coronada Miss Estados Unidos en su edición de 2010, se opuso al proyecto por considerarlo insensible con las familias de las víctimas del 11-S, según declaró a Inside Edition:

Estoy totalmente de acuerdo con la declaración del presidente Obama sobre los derechos constitucionales de libertad religiosa. [Pero] no debería estar tan cerca del World Trade Center. Deberíamos preocuparnos más por la tragedia que por la religión.

Políticos
Varios políticos estadounidenses se pronunciaron en contra del proyecto Park51. El senador por Arizona John McCain, candidato presidencial republicano en 2008, afirmó que «perjudicaría las relaciones, en lugar de ayudarlas», mientras que su compañera de fórmula Sarah Palin, exgobernadora de Alaska, escribió en Twitter que «partidarios de la Mezquita de la Zona Cero: ¿no os apuñala en el corazón, como a los nuestros en todo el corazón del país? Peaceful Muslims, pls refudiate» [sic]. Otros críticos fueron Mitt Romney, exgobernador de Massachusetts y candidato presidencial republicano en 2012; el senador de Georgia Johnny Isakson; la senadora de Maine Olympia Snowe; los senadores de Idaho Jim Risch y Mike Crapo; el congresista de Idaho Mike Simpson; y el gobernador de Minnesota Tim Pawlenty. El candidato al Congreso por Carolina del Norte, Ilario Pantano, declaró: «Se trata de [...] conquista territorial. Esta mezquita es un marcador de mártires que honra a los terroristas».
El expresidente de la Cámara de Representantes, el republicano Newt Gingrich, dijo: «No se trata de religión y es claramente un acto agresivo y ofensivo». Comentando el nombre del proyecto, escribió:

«Cordoba House» es un término deliberadamente insultante. Hace referencia a Córdoba (España), la capital de los conquistadores musulmanes, que simbolizaron su victoria sobre los españoles cristianos transformando allí una iglesia en el tercer complejo de mezquitas más grande del mundo... todos los islamistas del mundo reconocen a Córdoba como símbolo de la conquista islámica.

Gingrich diría: «No debería haber ninguna mezquita cerca de la Zona Cero de Nueva York mientras no haya iglesias o sinagogas en Arabia Saudí».
Gingrich también censuró el centro islámico propuesto como símbolo del «triunfalismo» musulmán, y dijo que construir el centro cerca del lugar de los atentados del 11-S «sería como poner un cartel nazi junto al Museo del Holocausto». Comentando lo dicho por Gingrich, The Economist afirmaba que «Al igual que Bin Laden, Gingrich aparentemente sigue relitigando las victorias y derrotas de las guerras religiosas libradas en Europa y Oriente Medio hace siglos. Debería reincorporarse al mundo moderno, antes de hacer daño de verdad».
Entre los republicanos neoyorquinos que criticaron el plan se encontraba el exalcalde de Nueva York Rudy Giuliani, que lo calificó de «profanación; nadie permitiría algo así en Pearl Harbor... Tengamos un poco de respeto por quienes murieron allí y por qué murieron allí». El congresista Peter King, entonces republicano de mayor rango en el Comité de Seguridad Nacional de la Cámara de Representantes, lo calificó de «ofensivo para mucha gente». Otros opositores fueron el exgobernador de Nueva York George Pataki y el ex congresista Rick Lazio. El candidato a gobernador Carl Paladino dijo: «La gran mayoría de neoyorquinos y estadounidenses han rechazado su idea. Si lo que querían era un puente, ¿por qué nos lo han hecho tragar? ¿Por qué tiene que estar ahí mismo?». Afirmó que si fuera elegido Gobernador de Nueva York, utilizaría el poder de expropiación para detener la construcción del centro y construir en su lugar un monumento conmemorativo de la guerra.
El candidato republicano al Congreso por Nueva York, George Demos, también se opuso. Afirmó que la iglesia ortodoxa griega de San Nicolás, la única estructura religiosa destruida en los atentados del 11-S, debería reconstruirse antes de seguir adelante con la construcción de un centro islámico en la zona, y pidió que se investigara la financiación del proyecto.
Dan Halloran, concejal de Nueva York, se convirtió en el primer cargo electo de la ciudad en criticar públicamente el proyecto. «Si queremos una nación de paz», dijo Halloran, cuyo primo murió el 11-S, «entonces la paz viene con la comprensión. Y tienen que entender que este es un terreno sagrado para los neoyorquinos».
Paul Sipos, miembro de la Junta Comunitaria 1 de Manhattan, afirmó:

Si los japoneses decidieran abrir un centro cultural frente a Pearl Harbor, sería insensible. Si los alemanes abrieran un orfeón de Bach frente a Auschwitz, incluso después de todos estos años, sería un lugar insensible. No tengo absolutamente nada en contra del Islam. Sólo pienso: ¿por qué ahí?

Un comité de acción política republicano, el National Republican Trust Political Action Committee, una organización con sede en Washington, creó un anuncio de televisión en el que atacaba la propuesta, diciendo que «los estadounidenses seremos escuchados».
El senador demócrata independiente por Connecticut Joe Lieberman indicó que consideraba que el proyecto debía detenerse, a la espera de una evaluación más detallada de su impacto en las familias y amigos de las víctimas del 11-S, de las intenciones de los patrocinadores del proyecto y de sus fuentes de financiación.
El líder de la mayoría en el Senado, el demócrata Harry Reid, de Nevada, declaró que «es hora de unir a la gente, no de polarizar, y creo que sería mejor para todos que se construyera en otro lugar». Jim Manley, portavoz de Reid, había declarado anteriormente: «La Primera Enmienda protege la libertad religiosa. El senador Reid la respeta, pero cree que la mezquita debería construirse en otro lugar».
El presidente del Comité Nacional Demócrata, excandidato presidencial demócrata y 79.º gobernador de Vermont, Howard Dean, calificó el proyecto de «verdadera afrenta a las personas que perdieron la vida» y escribió «los constructores tienen que estar dispuestos a ir más allá de lo que les corresponde y estar dispuestos a hablar de sentimientos, estén o no "justificados"». Dean también sostenía que la mayoría de las personas que se oponen «no son traficantes de odio de derechas».
El representante demócrata Michael E. McMahon, del distrito 13 de Nueva York, hizo una declaración por escrito:

Hemos visto muy claramente en las últimas semanas que la construcción de una mezquita a dos manzanas de la zona cero no promoverá el necesario diálogo interreligioso, sino que seguirá fracturando las religiones y a los ciudadanos de nuestra ciudad y de este país. Por ello, me opongo a la construcción del Cordoba Centre en el emplazamiento propuesto actualmente e insto a todas las partes a que trabajen con los líderes de la comunidad local para encontrar un lugar más apropiado.

El representante demócrata Tim Bishop, del distrito 1 de Nueva York, tampoco está de acuerdo con la ubicación:

Como neoyorquino, creo que la Zona Cero es terreno sagrado y debería unirnos. Si el grupo que pretende construir la mezquita es sincero en sus esfuerzos por unir a la gente, les instaría a buscar una ubicación alternativa que sea menos divisoria. Discuto la conveniencia de construir en ese lugar, no el derecho constitucional.

Organizaciones
El bombero neoyorquino Tim Brown se opuso al proyecto, afirmando: «Una mezquita que utiliza dinero extranjero procedente de países con la sharía es inaceptable, especialmente en este barrio». Brown se alió con el American Center for Law & Justice (ACLJ), un bufete conservador fundado por Pat Robertson que defiende los derechos de los cristianos a construir y practicar su culto libremente. Brown trató de presionar a Abdul Rauf para que revelara todas las fuentes de financiación del proyecto. Peter Ferrara, consejero general de la American Civil Rights Union observó: «La Mezquita de Córdoba fue el tercer complejo de mezquitas más grande del mundo [...] construido en el emplazamiento de una antigua iglesia cristiana, para conmemorar la conquista musulmana de España. Se perpetuaba así la práctica cultural musulmana de construir mezquitas en los lugares de las conquistas históricas».
Más de 20 000 personas firmaron una petición en Internet a favor del Comité para Detener la Mezquita de la Zona Cero, y presionaron sin éxito a la Comisión de Preservación de Monumentos de la ciudad de Nueva York para que otorgara al lugar la categoría de monumento histórico, lo que habría supuesto un obstáculo importante para la construcción.
En su calidad de «portavoz del movimiento político conservador Tea Party», Mark Williams lo calificó de monumento a los atentados terroristas y caracterizó las instalaciones religiosas propuestas en el emplazamiento como un lugar que serviría para que «los terroristas adoraran a su dios mono». Williams sería expulsado de la Federación Nacional del Tea Party dos meses después de hacer este comentario, por comentarios racistas en relación con una controversia posterior no relacionada.
Otros
Escribiendo en el National Review, el bloguero político Daniel Pipes declaró su oposición a la construcción de cualquier institución islamista en cualquier lugar, aunque no se opuso a una institución musulmana verdaderamente moderada en las proximidades de la Zona Cero.
El cómico británico y personalidad de Internet Pat Condell criticó la construcción de Park51 en un vídeo titulado «No a la mezquita en la Zona Cero» en el que afirmaba que era representativa del triunfalismo islámico y que Estados Unidos estaba pronto al borde de la islamización y del recorte de sus libertades, como le ha ocurrido a Europa.
Asimismo, el comentarista político Charles Krauthammer también criticó la construcción, afirmando que podría servir de caldo de cultivo para el fundamentalismo islámico.
El 9 de agosto de 2010, Greg Gutfeld declaró que planeaba construir el primer bar gay islámico de Nueva York junto al centro propuesto. Afirmó que «como estadounidense, creo que tienen todo el derecho a construir la mezquita. ... Por eso, con espíritu de acercamiento, he decidido hacer lo mismo». Insistió en que «esto no es una broma», y afirmó además que el proyecto era «un esfuerzo por derribar barreras y reducir la homofobia mortal en el mundo islámico».

### Apoyo
Familias del 11-S
Algunos familiares de víctimas de los atentados del 11-S expresaron su apoyo al proyecto. Colleen Kelley, que perdió a su hermano William el 11-S, afirma que «la ironía del debate sobre la sección del edificio que albergaría una mezquita es que cabría suponer que Dios (el mismo Dios para judíos-cristianos-musulmanes) estaría complacido con cualquier tipo de esfuerzo que implique la oración y el servicio a los demás».
Herb Ouida, cuyo hijo Todd murió, dijo: Decir que vamos a condenar una religión y a castigar a mil millones de personas en el mundo porque son musulmanes, decir que no deberían poder rezar cerca del World Trade Center, no creo que vaya a unir a la gente y a superar las diferencias».
Marvin Bethea, antiguo trabajador de los servicios de urgencias que se vio obligado a jubilarse en 2004 por problemas respiratorios causados por su trabajo en el lugar del 11-S, cree que el racismo es un factor de la controversia: «Aunque mi vida ha cambiado, no odio a los musulmanes. Especialmente siendo negro, sé lo que es ser discriminado. He vivido con ello».
Donna O'Connor, cuya hija embarazada murió el 11-S, opinó que «este edificio servirá de emblema para el resto del mundo de que los estadounidenses [...] reconocen que los actos malvados de unos pocos nunca deben condenar a los inocentes».
Theodore Olson, ex procurador general de la administración de George W. Bush, cuya esposa, la comentarista de televisión Barbara Olson, murió en el avión que se estrelló contra el Pentágono, ha expresado su apoyo a los derechos de los organizadores del Park51 a construir el nuevo emplazamiento. En declaraciones a la MSNBC, Olson dijo que «no queremos convertir un acto de odio contra nosotros por parte de extremistas en un acto de intolerancia hacia las personas de fe religiosa».
Bruce Wallace, cuyo sobrino murió cuando se apresuraba a ayudar a las víctimas, afirma que «los medios de comunicación parecen ansiosos por pregonar los sentimientos de los heridos por la idea del centro. En su mayoría ignoran mis sentimientos y los de quienes, como yo, creen que el centro es un paso importante para los estadounidenses».
Judith Keane, cuyo marido murió el 11-S, afirma que «castigar a un grupo de estadounidenses que viven en paz por los actos de unos pocos es un error. Las peores atrocidades de la historia encontraron su base en el miedo a los que eran diferentes».
Talat Hamdani, cuyo hijo fue uno de los primeros en intervenir en las labores de rescate y murió en el 11-S, coescribió un artículo de apoyo al centro en aras del pluralismo. También ha criticado el argumento sobre la sensibilidad alegando que se trataba más bien de la legalidad de la situación y de «nuestros derechos como estadounidenses. Estamos protegidos por la Constitución. Hay libertad religiosa». Insinuando que la prohibición podría ser la punta del iceberg, afirmó: «Si hoy es una religión, mañana será otra. Eso da miedo. Y convertir a los musulmanes en chivos expiatorios de los actos de un terrorista extranjero, eso es... eso es odio». Y continuó: «... si ese argumento es válido, entonces, por la misma razón, las acciones de Timothy McVeigh también convierten a todos los cristianos en terroristas. Por tanto, es un error».
El grupo antibelicista Familias del 11 de Septiembre por un Mañana en Paz emitió una declaración de apoyo al centro, afirmando que «creemos que acoger el centro, que pretende promover la tolerancia y el respeto interreligiosos, es coherente con los valores estadounidenses fundamentales de libertad y justicia para todos», y añadió que será «un emblema para el resto del mundo de que los estadounidenses están en contra de la violencia, la intolerancia y los actos manifiestos de racismo, y que reconocemos que los actos malvados de unos pocos nunca deben condenar a los inocentes».
Políticos
El 13 de agosto de 2010, en un discurso pronunciado en la cena anual Iftar de la Casa Blanca para celebrar el mes sagrado islámico del Ramadán, el presidente Barack Obama reconoció el derecho de los musulmanes a construir el centro islámico. Obama dijo: «Los musulmanes tienen el mismo derecho a practicar su religión que cualquier otra persona en este país. Y eso incluye el derecho a construir un lugar de culto y un centro comunitario en una propiedad privada en el bajo Manhattan, de acuerdo con las leyes y ordenanzas locales».
El alcalde de Nueva York Michael Bloomberg, apoyó firmemente el proyecto y afirmó que la Zona Cero era un «lugar muy apropiado» para una mezquita, porque «dice al mundo» que en Estados Unidos hay libertad religiosa para todos:

La democracia es más fuerte que esto [...] Ceder al sentimiento popular sería dar la victoria a los terroristas. No debemos tolerarlo.

Se preguntó a Bloomberg si estaba satisfecho de que «sea realmente un hombre de paz, dados sus antecedentes, en los que supuestamente ha apoyado a Hamás y ha culpado a Estados Unidos de los atentados del 11-S». El alcalde respondió:

Mi trabajo no es investigar al clero de esta ciudad [...] Todo el mundo tiene derecho a tener sus opiniones. No tienen por qué rendir culto allí [...] Este país no se construye alrededor de sólo aquellos clérigos con los que estamos de acuerdo [...] Está construido alrededor de la libertad. Eso es lo maravilloso de la Primera Enmienda: puedes decir lo que quieras.

Otros políticos neoyorquinos apoyaron la propuesta. Entre ellos, el presidente del distrito de Manhattan, Scott Stringer, que afirmó: «Haré todo lo que pueda para asegurarme de que se abre esta mezquita», y el representante de Estados Unidos Jerrold Nadler, que declaró que «el gobierno no tiene por qué decidir». Otros partidarios fueron el senador del estado de Nueva York Daniel Squadron, el interventor de la ciudad de Nueva York John Liu, la portavoz del ayuntamiento de Nueva York Christine Quinn y el defensor del pueblo Bill de Blasio.
Nadler señaló que «una mezquita en el Pentágono [...] no ha suscitado ninguna crítica«, a pesar de que el Pentágono también fue objetivo de los atentados del 11 de septiembre. Lo que se conoce como »mezquita del Pentágono» es, más exactamente, una capilla aconfesional que se construyó y dedicó en 2002 en honor de los empleados del Pentágono y los pasajeros del vuelo 77 de American Airlines que murieron en el atentado. En ella se celebran sesiones diarias de oración musulmana los días laborables por la tarde, y los servicios musulmanes semanales son dirigidos por un imán de una mezquita local todos los viernes, lo que significa que la sala puede considerarse una mussallaah, un espacio sagrado donde los musulmanes «realizan sistemáticamente su oración del mediodía cuando no tienen acceso a una mezquita». Este uso musulmán de las instalaciones del Pentágono no ha suscitado quejas.
Orrin Hatch, senador republicano por Utah, expresó su apoyo al proyecto por motivos de libertad religiosa. Hatch es mormón y citó un caso en el que un vecindario intentó impedir la construcción de un templo mormón.
El representante Keith Ellison, primer congresista musulmán de Estados Unidos, apoyó la ubicación del centro basándose en la Primera Enmienda y en la tolerancia religiosa, y el gobernador de Massachusetts, Deval Patrick, también manifestó su apoyo, diciendo: «Cuanto antes separemos la enseñanza pacífica del islam del comportamiento de los terroristas, mejor para todos».
Mark McKinnon, exasesor del presidente republicano George W. Bush, criticó la oposición republicana al proyecto: «Y aquí estamos, reforzando el mensaje de Al Qaeda de que estamos en guerra con los musulmanes». Otro antiguo asesor de Bush, el escritor de discursos y asesor político Michael Gerson, coincidió en que prohibir el centro «socavaría la guerra contra el terrorismo»:

Los militantes esperan, por encima de todo, provocar un conflicto entre Occidente y el Islam, injertar sus manías políticas totalitarias en un movimiento más amplio de solidaridad musulmana. Estados Unidos espera trazar una línea que aísle a los políticamente violentos y a los que toleran la violencia política, creando solidaridad con los opositores musulmanes y las víctimas del radicalismo.

Mahmud az-Zahar, miembro fundador y líder de Hamás en la Franja de Gaza, dijo sobre el plan: «Tenemos que construir en todas partes» y «En todas las zonas que tenemos, (como) musulmanes, tenemos que rezar, y esta mezquita es el único lugar de oración». Zahar también dijo: «Tenemos que construir la mezquita, como a ustedes se les permite construir la iglesia y los israelíes están construyendo sus lugares sagrados».
El expresidente estadounidense Bill Clinton también apoyó Park51, tras señalar que muchos musulmanes también fueron asesinados el 11 de septiembre. Sugirió que los promotores podrían haber evitado la polémica si hubieran dedicado el centro a las víctimas musulmanas de los atentados.
El exgobernador de Minnesota Jesse Ventura también mostró su apoyo a la construcción dek Park51, argumentando que la Primera Enmienda permite construir una mezquita cerca de la Zona Cero. Ventura también argumentó que negar el derecho a que se construya una mezquita cerca de la Zona Cero sería similar a eliminar las iglesias de Oklahoma City, donde se produjo el atentado de Oklahoma City (el acto terrorista más mortífero en Estados Unidos antes del 11-S), si Timothy McVeigh, el hombre que perpetró el atentado, fuera cristiano. Ventura también exigió que se ignorara la oposición a la Mezquita de la Zona Cero porque:

[...] la gente debe recordar que la Constitución y la Carta de Derechos deben estar escritas en piedra. No se pueden someter a la popularidad. Están ahí para proteger cosas impopulares, como la Primera Enmienda. La Primera Enmienda es para proteger el discurso impopular simplemente porque el discurso popular no necesita ser protegido. Así de simple. Y no se puede, ya se sabe, doblegar la Constitución a los vientos que soplan de lo que digan las encuestas, de lo contrario es un documento inútil, inútil que, en muchos sentidos, están convirtiendo en eso de todos modos.

Organizaciones
Ibrahim Hooper, director de comunicaciones del Consejo de Relaciones Islámico-Estadounidenses (CAIR), denunció que la polémica había sido «fabricada» por «intolerantes», y afirmó que sólo se quejaba una minoría ruidosa. Y Nihad Awad, director ejecutivo del CAIR, dijo que la opinión del congresista republicano Peter King «no debería tenerse en cuenta, porque sus ideas son extremistas». Fareed Zakaria, periodista de Newsweek y presentador de la CNN, también apoyó firmemente el proyecto, y devolvió un prestigioso premio que recibió en 2005 de la Liga Antidifamación, afirmando que estaba «personal y profundamente entristecido» por su oposición al proyecto.
El Consejo Musulmán de Asuntos Públicos también apoyó el proyecto.
Del mismo modo, la Liga Antidifamación (ADL), un grupo judío estadounidense de derechos civiles que se había manifestado en contra de la intolerancia antimusulmana, denunció lo que consideraba ataques intolerantes contra el proyecto. Su director opinó que algunos de los que se oponen al proyecto son «intolerantes» y que los promotores del plan tienen todo el derecho a construir el centro en ese lugar. No obstante, el grupo recomendó elegir otro emplazamiento e hizo un llamamiento a los constructores para que tuvieran en cuenta la sensibilidad de las familias de las víctimas. Como consecuencia de su declaración, Fareed Zakaria, ganador del Premio Hubert Humphrey a las Libertades de la Primera Enmienda 2005 de la ADL, ha devuelto el premio y el dinero del mismo.
La Unión de Libertades Civiles de Nueva York y la Unión Estadounidense por las Libertades Civiles la apoyaron, citando principios de libertad religiosa. La Alianza Interreligiosa también apoyó el proyecto, aunque indicó que estaba de acuerdo con la necesidad de transparencia en cuanto a quién lo financia.
Academia
Mark R. Cohen, profesor de Civilización Judía en Oriente Próximo en el Departamento de Estudios de Oriente Próximo de la Universidad de Princeton, opinó que «la presencia de mezquitas como la que se proyecta cerca de la Zona Cero, que será un centro educativo además de un lugar de oración, es una buena forma de trascender la ignorancia».
El rabino Geoffrey Dennis, del Programa de Estudios Judíos de la Universidad del Norte de Texas, dijo que cuando se trata de la cuestión de la libertad de practicar la religión en un ámbito privado, como en una propiedad privada en el Bajo Manhattan, la libertad de religión es prácticamente inviolable.
El profesor del Departamento de Religión de la Universidad de Boston Stephen Prothero se pronunció en contra de los argumentos de que la Cordoba House no debería construirse cerca de la Zona Cero.
Padraic O'Hare, profesor de Estudios Religiosos y Teológicos y Director del Centro para el Estudio de las Relaciones Judeocristianas-Musulmanas del Merrimack College, argumentó que la oración conduce a la paz: «¿Construir una casa de oración musulmana cerca de la Zona Cero? Pásame la pala».
Durante una entrevista en la CNN, Reza Aslan, profesor de escritura creativa en la Universidad de California, Riverside, defendió al imán Abdul Rauf como «citado por fuentes gubernamentales de Estados Unidos como uno de los líderes religiosos promotores de la paz más pluralistas del país». Defendió el centro como un centro «americano-musulmán» similar al centro judío construido cerca de él.
Otros
Durante el Abierto de Estados Unidos 2010, el pakistaní Aisam-ul-Haq Qureshi declaró: «Para mí, como musulmán, eso es lo que hace de Estados Unidos el mejor país del mundo: la libertad de religión, la libertad de expresión. Si se construye la mezquita, creo que será un gran gesto para toda la comunidad musulmana del mundo. Se lo agradecería mucho».